# Podcerkev
Podcerkev – wieś w Słowenii, w gminie Loška dolina. W 2018 roku liczyła 120 mieszkańców.